# Mario Spinella
Pour les articles homonymes, voir Spinella.
Mario Spinella est un écrivain, journaliste et intellectuel italien né à Varèse le 17 mars 1918 et mort à Milan le 6 avril 1994.

## Biographie
Diplômé de l'École normale supérieure de Pise, il est maître de conférences d'italien à l'Université de Heidelberg entre 1940 et 1941.
Après une expérience de la guerre sur le front de l'Est, il participe à la lutte contre le fascisme en Toscane.
Il est ensuite secrétaire de Palmiro Togliatti, alors rédacteur en chef de Vie Nuove et dirigeant formateur de la scuola delle Frattocchie du Parti communiste italien. Il travaille dans des revues comme Il Calendario del Popolo et Riforma della Scuola.
Il fait partie de la rédaction d'Il piccolo Hans, revue trimestrielle d'analyse matérialiste, publiée de 1974 à 1994.
Il reçoit le prix Viareggio en 1987 avec Lettera da Kupjansk.

## Œuvre traduite en français
- La Grande conspiration, [« Conpiratio oppositorum »], trad. de Georges Pâques, Paris, Éditions Gallimard, coll. « Du monde entier », 1976, 245 p.  (ISBN 2-07-029236-3)

## Sources
- (it) Cet article est partiellement ou en totalité issu de l’article de Wikipédia en italien intitulé « Mario Spinella » (voir la liste des auteurs).